# Cheo Feliciano

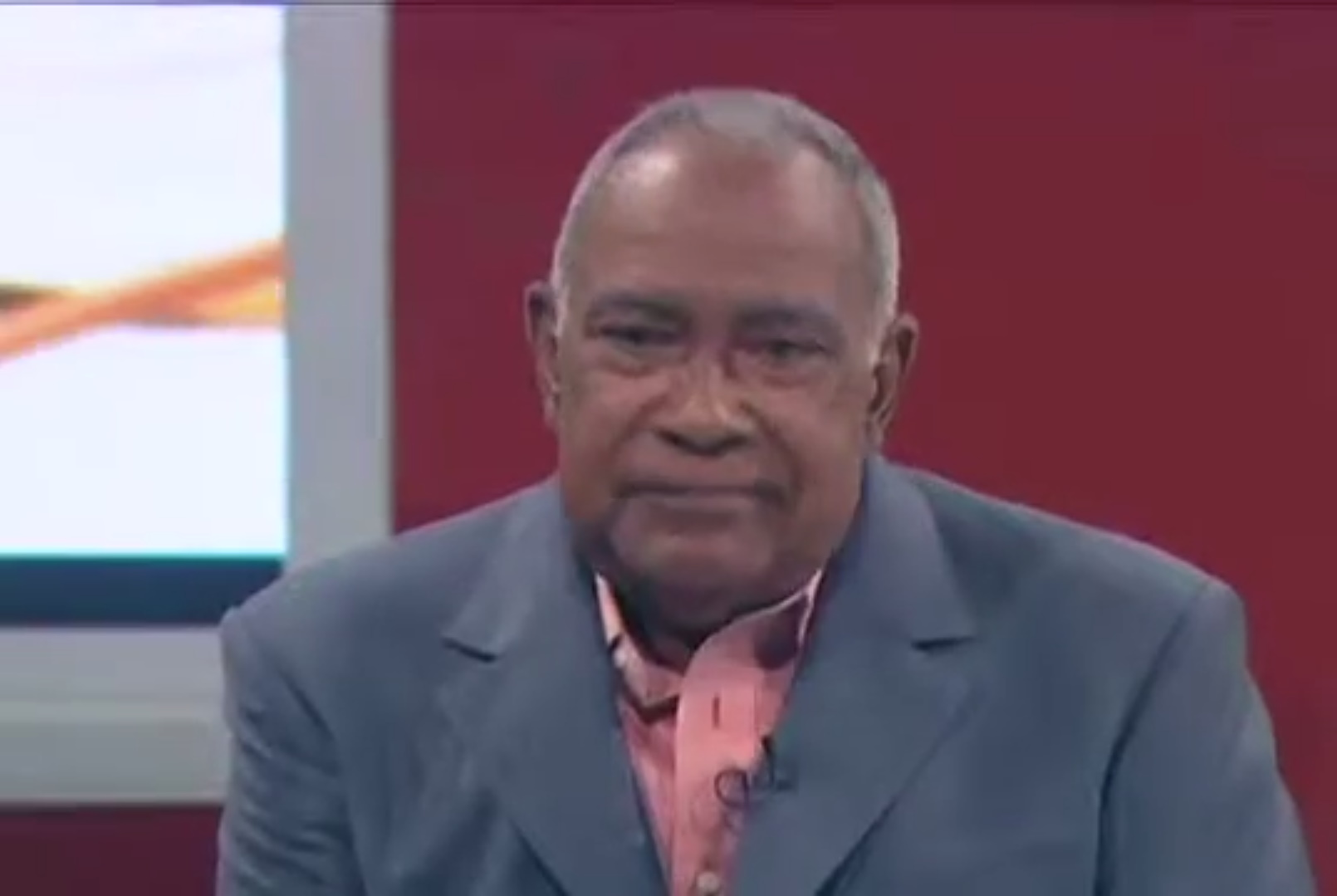
Cheo Feliciano (2012)

José Luis Cheo Feliciano Vega (3 juli 1935, Ponce, Puerto Rico - 17 april 2014, San Juan, Puerto Rico) was een Puerto Ricaans salsa- en bolerozanger. Hij behoorde tot de artiesten die via het Fania-label in de jaren 70 de belangstelling voor de salsa opwekten.

## Biografie

### Jonge jaren
Feliciano (niet te verwarren met de eveneens Puerto Ricaanse singer-songwriter José Feliciano) groeide op in Ponce waar hij op achtjarige leeftijd zijn eerste band oprichtte; El Combo Las Latas. Na de lagere school ging hij percussie studeren.
In 1952 verhuisde het gezin naar New York waar het zich vestigde in de wijk Spanish Harlem. Feliciano speelde als percussionist achtereenvolgens bij Ciro Rimac, Tito Rodriguez, Luis Cruz en Kako y su Trabuco; daarnaast werkte hij als roadie voor plenazanger Mon Rivera.

### Joe Cuba
Feliciano bleef het contact warmhouden met Rodriguez die wist dat hij ook kon zingen, en in 1955 deed hij auditie als zanger van het Joe Cuba Sextet. Feliciano viel op door zijn baritonstem (salsazangers zijn meestal tenoren) en werd aangenomen. Op 5 oktober 1957 zong hij zijn eerste nummer met het Joe Cuba Sextet; Perfidia, in 1992 gecoverd door Linda Ronstadt. Feliciano bracht met het Sextet negen albums in tien jaar tijd uit; van 1967 tot 1969 zong hij bij het orkest van pianist Eddie Palmieri.
Ondertussen worstelde Feliciano met een heroïneverslaving die zijn carrière dreigde te verwoesten, totdat hij besloot om cold turkey af te kicken. Dankzij de steun van de bevriende songschrijver Tite Curet Alonso slaagde Feliciano in zijn doel; hij werd een fel tegenstander van drugs en hielp andere verslaafde salsamuzikanten om clean te worden.

### Solocarrière
In 1971 keerde Feliciano terug naar de muziek en bracht hij zijn solodebuut uit op Vaya, een sublabel van Fania; Cheo werd het bestverkochte latin-album tot dan toe, mede door de nummers Anacaona en Mi Triste Problema. De opvolger, La Voz Sensual de Cheo werd in Argentinië opgenomen en bestond uit bolero's. Het album verscheen in 1972, hetzelfde jaar waarin Feliciano een rol had in de salsa-opera Hommy, een soort Spaanstalige Tommy.
Feliciano zou uiteindelijk vijftien albums opnemen voor Fania en hits scoren als Amada Mia and Juan Albañil; ook gaf hij concerten met de Fania All-Stars, de supergroep die was opgericht ter begeleiding van alle solisten op het label. Toen de salsa over z'n hoogtepunt heen was begon Feliciano in 1982 zijn eigen platenmaatschappij; Coche Records. In 1984 werd er een tribute-concert voor hem georganiseerd met optredens van Joe Cuba en de schatplichtige Rubén Blades. In 1987 had Feliciano een musicalrol te pakken in Clemente; hij speelde de vader van de honkballer Roberto Clemente (1934-1972).
Feliciano bracht in 1990 het boleroalbum Los Feelings de Cheo uit en ging daarna op wereldtournee; in Venezuela stond hij weer op het podium met Eddie Palmieri. Het was de periode waarin het RMM-label min of meer de plek van Fania had ingenomen door zich in salsa romántica te specialiseren; Feliciano verleende zijn medewerking aan het duettenalbum Combinacion Perfecta dat in 1994 uitkwam. Zijn bijdragen, Recordando a Louie en Sonores de Balaidores met respectievelijk Ray de la Paz en Pete "El Conde" Rodriguez leverden hem een jaar later platina op.
In 2000 coverde Feliciano nummers van diverse Puerto Ricaanse artiesten op Una Voz, Mil Recuerdos; twee jaar later volgde Cheo en la Intimidad.     In 2012 bracht Feliciano met Rubén Blades het duoalbum uit Eba Say Aja; behalve nieuwe duetten zongen ze ook coverversies van elkaars nummers.  Datzelfde jaar trad Feliciano toe tot de Salsa Giants van pianist Sergio George; met deze supergroep toerde hij de laatste dagen van zijn leven de wereld rond.

### Ziekte en overlijden
In 2013 werd er bij Feliciano leverkanker vastgesteld nadat hij zijn schouder brak; hij overwon de ziekte en werd begin 2014 schoon verklaard. Echter, op 17 april 2014 kwam Feliciano te overlijden bij een verkeersongeluk. Zijn begrafenis was drie dagen later en werd bezocht door vele artiesten waaronder de resterende Fania All Stars.
Feliciano liet een vrouw (Socorro "Cocó" Prieto León) na aan wie hij zijn album Motivos uit 1993 had opgedragen. Hun 55-jarig huwelijk bracht vier kinderen voort.